# Governo interino ruandês
O governo interino de Ruanda (em francês:  Gouvernement intérimaire rwandais) ou governo Kambanda, em referência ao primeiro-ministro que o liderou, Jean Kambanda, foi o governo de Ruanda de 9 de abril a 19 de julho de 1994. O gabinete era composto inteiramente por hutus.
O governo interino foi instalado em 9 de abril de 1994 por um comitê de crise das Forças Armadas Ruandesas três dias após o atentado de 6 de abril de 1994 que ceifou a vida dos presidentes Juvénal Habyarimana de Ruanda e de Cyprien Ntaryamira do Burundi, e do assassinato no dia seguinte (7 de abril) da primeira-ministra Agathe Uwilingiyimana pela guarda presidencial. Este governo civil ditatorial, formado sob a liderança do Chefe do Gabinete do Ministro da Defesa, Coronel Théoneste Bagosora e sob a influência direta do movimento "Poder Hutu", liderou o genocídio ruandês contra os tutsis. O governo terminou oficialmente em 19 de julho de 1994 após a vitória militar da Frente Patriótica Ruandesa e o estabelecimento de um governo de unidade nacional liderado por Faustin Twagiramungu.